# Jerzy Jakubów
Jerzy Jakubów (ur. 19 października 1957 w Cieplicach Śląskich) – grafik (uprawia tzw. drzeworyt wzdłużny), rzeźbiarz, malarz i ilustrator książek, syn repatriantów znad Zbrucza i Ziemi Nowogrodzkiej.

## Życiorys
Mieszka w Kowarach-Wojkowie, gdzie po II wojnie światowej osiedlili się jego rodzice. Jest jedynym uczniem Józefa Gielniaka, którego poznał jako kilkunastolatek. W latach 1972–1977 uczył się w PLSP im. Antoniego Kenara w Zakopanem, m.in. pod kierunkiem Władysława Hasiora, Antoniego Rząsy czy Tadeusza Brzozowskiego. Wieloletni pracownik kowarskich i jeleniogórskich placówek kulturalnych (jako instruktor plastyki i dekorator).
W roku 1985 uzyskał uprawnienia Ministra Kultury i Sztuki w zakresie grafiki artystycznej i użytkowej. Należy do Wrocławskiego Okręgu Związku Polskich Artystów Plastyków. W latach 1985–1987 organizator i komisarz Plenerów im. Józefa Gielniaka w Bukowcu, w roku 2004 stypendysta Ministra Kultury. W roku 2006 odznaczony Nagrodą im. Władysława Hasiora.
Jest aktywnym społecznikiem regionalnym. Jako pierwszy w polskich Karkonoszach odbudował na podstawie starych sztychów tzw. sanie rogate, używane kiedyś do zwózki drzewa z gór, obecnie w celach turystycznych. W zakupionej od PKP wieży ciśnień w Kowarach stworzył jedyne w Europie Muzeum Lasek Pasterskich, na parterze wieży mieści się też jego pracownia drzeworytnicza.
Pracuje w Dolnośląskim Ośrodku Doradztwa Rolniczego jako specjalista ds. wydawniczych i rękodzieła. Swoją twórczość określa jako wędrówkę po świecie judeo-chrześcijańskiej kultury.
Od roku 1975 (debiut) wystawiał w Polsce, Danii, USA, Niemczech, Holandii, Czechach, na Ukrainie, we Włoszech i Luksemburgu. Kilkukrotny uczestnik Biennale Dantego w Rawennie. Jako grafik książkowy ilustrował m.in. W cukrze arbuza Richarda Brautigana, Liście ze świata żywych, listy z Krainy Jaszczurek Lecha L. Przychodzkiego czy Zapomniałem Cię nazwać Kazimierza Malika. Tworzy także ulotne ex-librisy (m.in. dla Ewy Demarczyk i Marka Grechuty).